# La Dame sans camélia
Cet article possède un paronyme, voir La Dame aux camélias (homonymie).
Pour plus de détails, voir Fiche technique et Distribution.
La Dame sans camélias (titre original : La signora senza camelie) est un film italien réalisé en 1953 par Michelangelo Antonioni.

## Synopsis
Clara Manni, une jeune et belle vendeuse en confection rencontre Gianni Franchi, un producteur de cinéma : elle fait une première apparition dans un film pour midinettes. Puis ils se marient, un peu malgré elle. Le producteur, conquis par son charme, la choisit pour incarner un rôle plus ambitieux, celui de Jeanne d'Arc. Hélas, le résultat est un cuisant échec commercial. Le producteur sera ruiné. De surcroît, Clara aura une liaison adultère avec un jeune diplomate, Nando. Gianni fait alors une tentative de suicide. Clara, malgré ses remords, décide de le quitter. D'un autre côté, elle doit admettre que Nando n'était qu'une simple aventure.
Sur les conseils de Lodi, un acteur de sa connaissance, Clara prend la décision de se consacrer sérieusement à l'étude de la comédie. Quelques mois plus tard, apprenant que Gianni prépare un nouveau film, elle se rend à Cinecittà dans l'espoir de décrocher un rôle important. Mais celui-ci refuse. En désespoir de cause, Clara accepte un rôle exotique dans un film médiocre. La jeune débutante sera désormais cantonnée dans des films de série B. Un reflet du fonctionnement de l'industrie du cinéma italien dans les années 1950.

## Fiche technique
- Titre original : La signora senza camelie
- Titre français : La Dame sans camélia
- Réalisation : Michelangelo Antonioni
- Scénario : Michelangelo Antonioni, Suso Cecchi D'Amico, Francesco Maselli et Pier Maria Pasinetti
- Photographie : Enzo Serafin, Noir et blanc
- Cadreur : Aldo Scavarda
- Décors : Gianni Polidori
- Montage : Eraldo Da Roma
- Musique : Giovanni Fusco
- Production : Ente nazionale industrie cinematografiche (ENIC)
- Pays de production :  Italie
- Année de réalisation : 1953
- Durée : 105 minutes
- Date de sortie :
  - Italie : 27 février 1953 à Rome
  - France : 5 octobre 1960

## Distribution
- Lucia Bosè : Clara Manni
- Andrea Checchi : Gianni Franchi
- Gino Cervi : Ercolino
- Ivan Desny : Nardo Rusconi
- Alain Cuny : Lodi
- Monica Clay : Simonetta
- Anna Carena : la mère de Clara
- Enrico Glori : le détective
- Laura Tiberti
- Oscar Andriani
- Xenia Valderi
- Lyla Rocco
- Gisella Sofio
- Elio Steiner
- Luisa Rivelli
- Nino Dal Fabbro (it)

## Analyse
« Le monde du cinéma est pour Antonioni une chose curieuse et figée, une série d'images abstraites qui se refusent singulièrement à s'animer, le monde du roman-photo… Qu'importent, après tout, les errances et les erreurs de Lucia Bosè, son bonheur avorté, son désenchantement d'actrice, sa tristesse ineffaçable, puisque, aussi bien, l'important est ici qu'elle puisse se payer tout ça. […]
Les personnages de La Dame sans camélia sont comme frappés de stupeur, figés dans une rigidité non pas cadavérique mais photographique. Ils vivent au ralenti, ils se nourrissent de rêves, ils n'ont pas de substance. Leurs silhouettes se détachent nettement sur des fonds qui font contraste. Leurs idées, toujours les mêmes, ils les ressassent à l'infini, comme s'ils étaient pris dans les sillons d'un vieux disque rayé. Aucune douleur n'altère jamais leurs traits. […]
Antonioni, simplement étonné de ce qu'on puisse s'agiter si fébrilement au milieu de tant de faux problèmes, curieux comme un enfant devant un aquarium, regarde les gens de cinéma avec la hauteur de celui qui n'a pas appris à mentir, un peu envieux peut-être de ce que la bêtise et la vacuité laissent comme temps libre, tout ce temps à employer autrement, tout ce temps qu'il filme tel quel. »

— Louis Skorecki, Cahiers du cinéma no 297, février 1979

## Autour du film
- Premier long métrage romain de Michelangelo Antonioni, La Dame sans camélia reprend la thématique développée dans son court métrage de 1949 Mensonge amoureux, consacré à la vie d'un acteur de roman-photos de l'après-guerre. C'est le sujet de ce film qui constitua la trame du Cheik blanc (1951) de Federico Fellini. Antonioni aurait dû en assurer la réalisation, mais il tomba malade et céda ses droits à Carlo Ponti et son associé Antonio Mambretti.
- « Aux seuls titres de ses prestations cinématographiques successives (les films dans le film : Adieu, madame, La Femme sans destin, Jeanne d'Arc), Clara paraît bien annoncer l'absence de place tenable pour la femme dans les films ultérieurs du cinéaste qui crucifie ici son personnage sur l'autel d'un pessimisme implacable (…). Elle reste prisonnière de son image : manipulée, manipulable, toute (Jeanne d'Arc) ou rien (godiche en paillettes) », écrit Joëlle Mayet Giaume[1].
- Au cours d'un entretien avec Lietta Tornabuoni[2], Antonioni énonce un jugement plutôt sévère à l'égard du film : « Je n'ai pas de narcissisme ni de fétichisme professionnels, je n'ai jamais été fasciné par le cinéma sur le cinéma, par les citations d'autres films, par le revival, ni éprouvé de nostalgie pour le passé du cinéma. La signora senza camelie fut un fiasco. (…) Moi je ne l'ai plus vu, je ne sais pas comment il est. J'aimais certaines séquences, comme celle de l'appel des figurants à Cinecittà, mais d'une façon générale je le trouvais peu réussi. »

## Anecdotes
Michelangelo Antonioni avait d'abord confié le premier rôle à Gina Lollobrigida, alors au tout début de son ascension qui prend forme en 1953, l'année suivante, avec Pain, Amour et Fantaisie de  Luigi Comencini puis Pain, Amour et Jalousie en 1954, où elle envoûte Vittorio De Sica, ses deux premiers triomphes qui dépasseront largement les frontières du pays.
Gina Lollobrigida a même signé un contrat de 16 millions et demi de lires pour le rôle principal, mais elle découvre que « les producteurs comptaient beaucoup plus sur ses formes dites atomiques que sur ses talents de comédienne », observe Le Monde, quand elle lit une nouvelle version du scénario « banal et vulgaire, tout en seins, en jambes et rien de plus ». Les producteurs la citent devant la justice et lui réclament 200 millions de lires de dommages. Lucia Bosè, autre star italienne, un peu plus âgée et qui l'avait devancée au Palmarès de Miss Italie, l'a rapidement « remplacée au pied levé »